# Isaac Jones
Isaac Jones (Spanaway, 11 luglio 2000) è un cestista statunitense, professionista nella NBA con i Sacramento Kings e in G League con gli Stockton Kings.

## Carriera
Dopo aver completato la carriera collegiale con i Wenatchee Valley Knights, con gli Idaho Vandals e con gli Washington State Cougars, non viene scelto al Draft NBA 2024, rimanendo undrafted. Firma poi un two-way contract con i Sacramento Kings, venendo associato alla squadra affiliata dei Stockton Kings in G League.

## Statistiche

### College
| Anno      | Squadra           | PG | PT | MP   | TC%  | 3P%  | TL%  | RP  | AP  | PRP | SP  | PP   |
| --------- | ----------------- | -- | -- | ---- | ---- | ---- | ---- | --- | --- | --- | --- | ---- |
| 2022-2023 | Idaho Vandals     | 31 | 31 | 31,5 | 62,9 | 31,6 | 67,6 | 7,8 | 1,7 | 0,6 | 1,1 | 19,4 |
| 2023-2024 | Wash. St. Cougars | 35 | 34 | 31,7 | 57,5 | 7,1  | 71,2 | 7,6 | 1,5 | 0,5 | 1,1 | 15,3 |
| Carriera  | Carriera          | 66 | 65 | 31,6 | 60,3 | 21,2 | 69,3 | 7,7 | 1,6 | 0,6 | 1,1 | 17,2 |

### NBA

#### Regular Season
| Anno      | Squadra          | PG | PT | MP  | TC%  | 3P%  | TL%  | RP  | AP  | PRP | SP  | PP  |
| --------- | ---------------- | -- | -- | --- | ---- | ---- | ---- | --- | --- | --- | --- | --- |
| 2024-2025 | Sacramento Kings | 40 | 0  | 7,6 | 65,1 | 37,5 | 63,9 | 1,4 | 0,3 | 0,1 | 0,3 | 3,4 |
| Carriera  | Carriera         | 40 | 0  | 7,6 | 65,1 | 37,5 | 63,9 | 1,4 | 0,3 | 0,1 | 0,3 | 3,4 |

### G League
| Anno       | Squadra        | PG | PT | MP   | TC%  | 3P%  | TL%  | RP  | AP  | PRP | SP  | PP   |
| ---------- | -------------- | -- | -- | ---- | ---- | ---- | ---- | --- | --- | --- | --- | ---- |
| 2024-2025† | Stockton Kings | 16 | 16 | 32,1 | 58,0 | 29,4 | 73,5 | 9,8 | 1,7 | 0,9 | 1,1 | 21,4 |
| Carriera   | Carriera       | 16 | 16 | 32,1 | 58,0 | 29,4 | 73,5 | 9,8 | 1,7 | 0,9 | 1,1 | 21,4 |